# Thecla sumptuosa
Thecla sumptuosa är en fjärilsart som beskrevs av Druce 1907. Thecla sumptuosa ingår i släktet Thecla och familjen juvelvingar. Inga underarter finns listade i Catalogue of Life.